# Patrouille galactique
Patrouille galactique (titre original : Galactic Patrol) est un roman de science-fiction de l'écrivain américain Edward Elmer Smith paru en 1937. 
Le roman connaît une pré-publication edans le numéro de septembre 1937 du magazine Astounding Stories. Si ce roman est le deuxième dans l'ordre des publications, c'est en revanche le troisième volet du Cycle du Fulgur dans l'ordre de la narration.

## Critiques spécialisées
Dans son Histoire de la science-fiction moderne, parue en 1984, Jacques Sadoul déclare à propos de ce roman : « Galactic Patrol est un des meilleurs space opera que je connaisse et un roman absolument passionnant. »

## Édition française
- E. E. Doc Smith, Patrouille galactique, traduit de l'américain par Richard Chomet, Albin Michel, coll. « Science-fiction », n°23, 1974,  (ISBN 2-226-00011-9).